# Dessewffy család
Dessewffy család (Cserneki és tarkeői gróf és nemes) első oklevélileg is ismert őse Desislaus (Deziszló, Dezső) volt, aki a Muhi csata idején az ütközetben megmentette az ország zászlaját. Tőle a család leszármazása a mai napig szakadatlan rendben levezethető.

## Története
A család ősei már a 13. században a szlavóniai Csernek várának birtokosai voltak, és innen írták előnevüket is.
A 15. század első felében a család még csak a Cserneki előnevet használta.
1437-ben egy oklevél említette Cserneki János fiát Desew-et (Desew filius Joannis de Chernek), aki a pozsega megyei Csernek birtokosa volt. Az ő unokái nevezték magukat később a Desew és Desislav (Dezső) névről Dessewffy-nek (Dezsőfi).
1447-ben Cserneki Pál a budai országgyűlésen Pozsega vármegye követe volt.
A fennmaradt okmányok szerint az 1476-ban élt István neve jelent meg az okmányokban csernek Dessewffy néven 1460-1476-ban. Ez Istvánnak fia Ferenc Pozsega vármegye főispánja volt. Részt vett a török követségben és országos dolgokban is.
Istvánnak hat fiú és három leány gyermeke maradt, akik I. Lajos királytól 1525-ben új királyi adománnyal Szlavóniában 12 várat kaptak ugyanennyi uradalommal és még Vas- és Sopron vármegyékben több részbirtokot is.
Ferenc 6 fia közül György és Miklós Mohácsnál, Ferenc a palásti mezőn, László pedig Váradnál estek el. István fia Kaposvárnál vitézkedett 1560-ban, ő élt a legtovább.
A Váradnál elesett Lászlónak egy fia maradt: János, aki 1525-ben már Pozsega vármegye főispánja, rhodusi vitéz(Johannita?), és királyi fő ajtónálló volt. Ő vitte tovább a családi ágat is.

## A család nevezetesebb tagjai
- Dessewffy János - 1525-től Pozsega vármegye örökös főispánja volt, és pallosjogot is nyert.
- Dessewffy József - (Krivián, 1771. február 13. – Pest, 1843. május 2.) országgyűlési követ, több megyék táblabírája, a Magyar Tudományos Akadémia igazgatósági és tiszteleti tagja.
- Dessewffy Arisztid -  (Csákány, 1802. július 2. – Arad, 1849. október 6.) honvéd vezérőrnagy, az aradi vértanúk egyike.
- Dessewffy Aurél - (Nagymihály, 1808. július 27. – Pest, 1842. február 9.) a Magyar Tudományos Akadémia levelező tagja, a Kisfaludy Társaság alapító tagja.
- Dessewffy Marcel - (Bűdszentmihály, 1813. március 14. – Fót, 1886. február 27.) jogász
- Dessewffy Emil - (Eperjes, 1814. február 24. – Pozsony, 1866. január 28.) az MTA tiszteleti tagja és elnöke.
- Dessewffy László - (? – Nagyszombat, 1826. január 9.) katolikus pap.
- Dessewffy Sándor - (Pozsony, 1834. június 3. – Budapest, 1907. december 5.) csanádi püspök, Makó és Maroslele mecénása.
- Dessewffy Árpád -  (Tarkő, 1858. december 25. – Budapest, 1886. augusztus 2.) tisztviselő.
- Dessewffy Imre - (18. század – 19. század) jegyző.
- Dessewffy András - (19. század) író.
- Dessewffy Gyula - (Budapest 1909. november 21. – Curitiba, Brazília, 2000. augusztus 12.) újságíró, politikus.